# 北村
北村（1965年9月16日—），原名康洪，生于福建省长汀县。中国当代著名作家。

## 生平
1981年考入厦门大学中文系，1985年毕业后，任《福建文学》编辑。从1988年到1992年，他陆续发表了《聒噪者说》等一系列先锋派的小说作品，成为中国中国先锋文学的代表作家之一。
1992年3月10日，北村在厦门“一个破旧的小阁楼”的一个基督徒聚会中（北村评论是“一些活在上界的人”）接受基督信仰，此后北村的文学创作转型，开始用“一个基督徒的目光打量这个堕落的世界”，转向关注心灵、人性和终极价值的探索，和余杰一起成为著名的以“神性写作”的基督徒作家。

## 主要著作

### 小说
- 《黑马群》（1986年）《作品与争鸣》选载
- 《谐振》（1987年，《人民文学》1-2月合刊号）
- 《逃亡者说》（1988年）
- 《劫持者说》（1990年）
- 《披甲者说》（1991年）
- 《陈守存冗长的一天》（1991年）
- 《归乡者说》（1991年）
- 《聒噪者说》（1992年）
- 《施洗的河》
- 《武则天》
- 《玛卓的爱情》
- 《孙权的故事》
- 《水土不服》
- 《最后的艺术家》
- 《伤逝》
- 《老木的琴》
- 《周渔的喊叫》－為2003年電影《周漁的火車》之劇本原著，由梁家辉、巩俐、孙红雷主演。
- 《长征》
- 《公民凯恩》
- 《望着你》
- 《玻璃》
- 《愤怒》
- 《发烧》
- 《我和上帝有个约》